# Endless Days
Endless Days è un album in studio del bassista e compositore tedesco Eberhard Weber, registrato nell'aprile 2000 presso i Rainbow Studio di Oslo e pubblicato lo stesso anno. È ad oggi l'ultimo album in studio del musicista, in quanto, a causa di un ictus che lo colpirà nel 2007, questi non riuscirà più a suonare il contrabbasso.

## Accoglienza
La recensione su AllMusic di David R. Adler assegna all'album due stelle e mezzo su cinque, affermando che: «Le nuove composizioni di Weber implicano poche improvvisazioni e con evidente voglia di evadere dal vocabolario tipico del jazz. Evocative e completamente composite, queste tracce hanno un qualcosa del classico jazz europeo, jazz da camera ... Ben fatto ed agile, ma un po' leggero ed innocuo in generale.» All About Jazz ha notato che «Endless Days occupa una nicchia distinta nel corpus accumulato di registrazioni ECM con sonorità ridotte, riverberanti e con temi rigidi, spesso malinconici. L'aspetto "composto" del disco offre un grado di formalismo che lo distingue da una parte della musica più improvvisata dell'etichetta».

| Recensione | Giudizio |
| ---------- | -------- |
| AllMusic   | [ 1 ]    |

## Tracce
Tutte le composizioni di Eberhard Weber.
1. Concerto for Bass - 6:09
2. French Diary - 6:46
3. Solo for Bass - 3:39
4. Nuit Blanche - 4:45
5. A Walk in the Garrigue - 3:28
6. Concerto for Piano - 4:46
7. Endless Days - 8:35
8. The Last Stage of a Long Journey - 9:20

## Formazione
- Eberhard Weber – contrabbasso
- Paul McCandless - oboe, corno inglese, clarinetto basso, sassofono soprano
- Rainer Brüninghaus - pianoforte, tastiere
- Michael Di Pasqua - batteria, percussioni